# ビットコインゴールド
ビットコインゴールド (Bitcoin Gold) は暗号通貨「ビットコイン」からのハードフォーク。2017年10月24日 (日本時間) に誕生した。

## ビットコインとの違い
プルーフ・オブ・ワークシステムのアルゴリズムに Equihash を搭載しており、ASIC マイニングに対する耐性を獲得している。

## 取引所の対応

### bitFlyer
BTG ブロックチェーンの稼働後、資産保護等の観点において問題がない場合、BTG の投与、売買サービスの提供を開始するとアナウンスされている。

### CoinCheck
CoinCheck は BTG の付与を行う予定とアナウンスしているが、資産の保護が困難と判断される場合や、サービスの安定した提供が困難と判断される場合は付与を行わない可能性があるとされている。

### Zaif
Zaif は 現時点でBTG の付与、入出金、取引は行わないとアナウンスされている。また、付与の如何にかかわらず、ハードウォーク時のスナップショットを保持するとされている。